# William Savin Fulton
William Savin Fulton (Cecil megye, 1795. június 2. – Little Rock, 1844. augusztus 15.) az Amerikai Egyesült Államok szenátora (Arkansas, 1836–1844).